# Ханес Колехмайнен
Юхо Пиетари Колехмайнен (на фински: Juho Pietari Kolehmainen) е финландски бегач.
Роден е на 9 декември 1889 година в Куопио. Зидар по професия, той започва да се състезава в бягането на средни и дълги разстояния. Печели четири олимпийски титли – в бягането на 5000 и 10000 метра и в кроса на Олимпиадата в Стокхолм през 1912 година, както и в маратона на Олимпиадата в Антверпен през 1920 година.
Ханес Колехмайнен умира на 11 януари 1966 година в Хелзинки.